# Ramnagar (Bihar)
Ramnagar fou un estat tributari protegit del tipus zamindari, avui al districte de Paschim Champaran o West Champaran a Bihar. La capital era Ramnagar, que avui és una ciutat i àrea notificada situada a 25 km al nord-oest de Bettia, a 27° 10′ N, 84° 19′ E / 27.17°N,84.32°E que consta al cens del 2001 amb una població de 39.549 habitants.

## Història
El títol de raja de Ramnagar fou conferit per Aurangzeb el 1676, amb cessió de les terres de la comarca. El 1860 els britànics el van reconèixer. Sota dominic britànic formà part de Bengala, districte de Champaran, fins a la creació de la província de Bihar i Orissa el 1912 i després de la de Bihar a la seva partició el 1936.